# August Beer
August Beer (1825 – 1863) fou un físic, químic i matemàtic alemany.

## Biografia
Beer va néixer a Trèveris on va estudiar matemàtiques i ciències naturals. L'any 1845 va anar a la Universitat de Bonn per estudiar matemàtiques i ciències sota el mestratge de Julius Plücker de qui va ser ajudant. El 1848 es va doctorar amb la tesi "De Situ Axium Opticorum in Crystallis Biaxibus". Dos anys després va ser nomenat professor lector a la Universitat de Bonn.
En 1852, Beer va publicar un treball sobre l'absorció de la llum vermella en solucions aquoses de colors de diverses sals. Beer va fer ús del fet, derivat de les lleis d'absorció de Lambert i de Bouguer, que la intensitat de la llum transmesa a través d'una solució a una longitud d'ona donada disminueix exponencialment amb la longitud de la trajectòria d i la concentració de solut (el dissolvent es considera no absorbent). En realitat, el "coeficient d'absorció" definit per Beer en el seu treball és la transmitància (o relació de transmissió), T = I / I0. Per tant, com va assenyalar Beer, la transmitància d'una solució concentrada es pot obtenir d'una mesura de la transmitància d'una solució diluïda.
De fet, la transmitància mesurada a una concentració qualsevol i longitud del trajecte es pot normalitzar a la transmitància corresponent per a una concentració i la ruta de longitud estàndards. Beer confirma això en una sèrie d'experiments definint una concentració estàndard del 10%, i una longitud de trajectòria estàndard de 10 cm. El fotòmetre ideat per Beer es mostra a la figura adjunta.
Beer va continuar publicant els resultats dels seus treballs científics, l'any 1854 escriu “Einleitung in die Höhere Optik” (“Introducció a l'òptica superior”). Les seves troballes, juntament amb les de Johann Heinrich Lambert, constitueixen la llei de Lambert-Beer. En 1855 va ser nomenat professor de matemàtiques a la Universitat de Bonn. Beer també va escriure "Einheit in der Elektrostatik", publicat dos anys després de la seva mort.
Va morir a Bonn l'any 1863.

## Llei de Beer

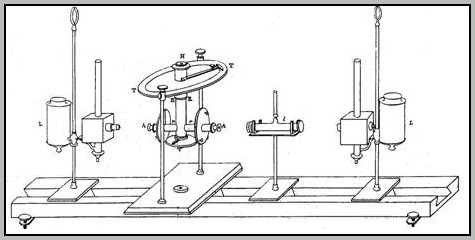
Fotòmetre dissenyat per Beer

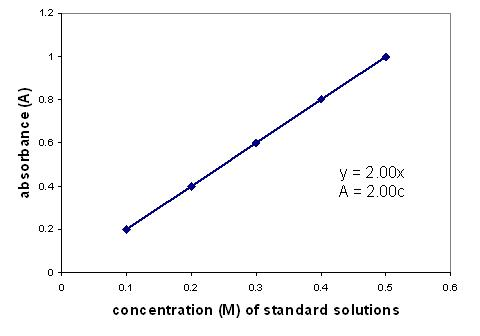
Gràfic mostrant l'acompliment de la llei de Beer

La llei de Beer, també anomenada llei de Lambert-Beer o llei de Beer-Lambert, en espectroscòpia és la llei física que estableix que la quantitat de llum absorbida per una substància dissolta en un dissolvent no absorbent és directament proporcional a la concentració de la substància i la longitud de la trajectòria de la llum a través de la solució. La llei de Beer s'expressa generalment en la forma A = abc, on A és l'absorbància, c és la concentració de substància en mols per litre, b és la longitud de la trajectòria en centímetres, i a és una constant de proporcionalitat coneguda com el coeficient d'extinció molar. La llei és vàlida només per a solucions diluïdes; en solucions concentrades es produeixen importants desviacions de la llei a causa de les interaccions entre les molècules del solut, la substància dissolta en el dissolvent.